# Mouchan
Cet article possède un paronyme, voir Mouchard (Jura).
Mouchan (Moishan en gascon) est une commune française située dans le nord du département du Gers en région Occitanie. Sur le plan historique et culturel, la commune est dans le Condomois, une ancienne circonscription de la province de Gascogne ayant titre de comté.
Exposée à un climat océanique altéré, elle est drainée par l'Osse, le ruisseau de Manipau, le ruisseau du Gressillon et par divers autres petits cours d'eau.
Mouchan est une commune rurale qui compte 385 habitants en 2022.  Elle fait partie de l'aire d'attraction de Condom. Ses habitants sont appelés les Mouchanais ou  Mouchanaises.
Le patrimoine architectural de la commune comprend un immeuble protégé au titre des monuments historiques : l'église Saint-Austrégésile, classée en 1921.

## Géographie

### Localisation
Mouchan est une commune de Gascogne située sur l'Osse et par le Ruisseau de la Nevère son affluent, ainsi que sur la RD 931, ancienne route nationale 131 entre Condom et Eauze.

### Communes limitrophes
Les communes limitrophes sont  Beaumont, Cassaigne, Gondrin, Larressingle, Lauraët, Mansencôme et Valence-sur-Baïse.
| Lauraët | Beaumont   | Larressingle      |
| Gondrin | Mouchan    | Cassaigne         |
|         | Mansencôme | Valence-sur-Baïse |

### Géologie et relief
Mouchan se situe en zone de sismicité 1 (sismicité très faible).

### Hydrographie

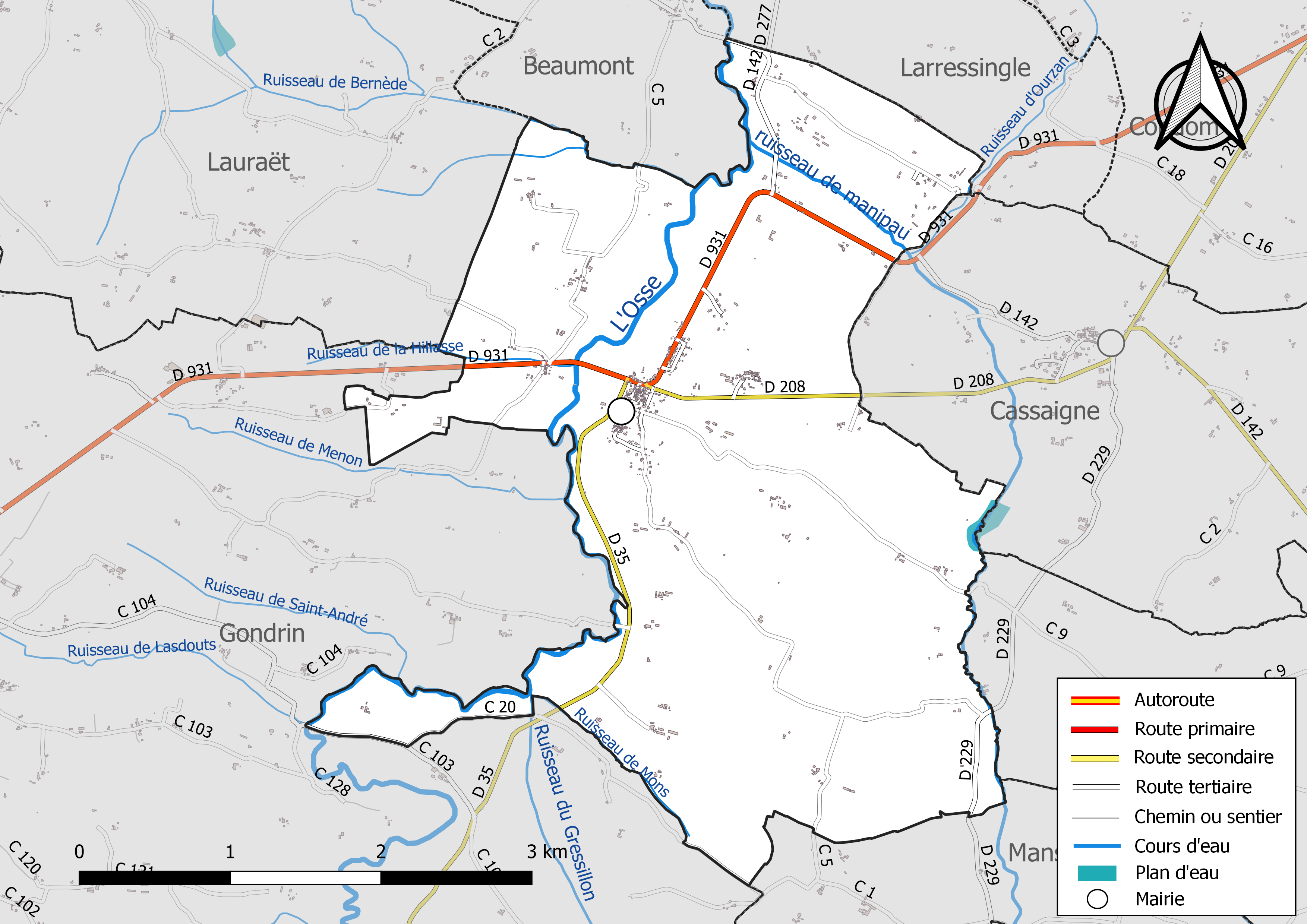
Réseaux hydrographique et routier de Mouchan.

La commune est dans le bassin de la Garonne, au sein du bassin hydrographique Adour-Garonne. Elle est drainée par l'Osse, le ruisseau de Manipau, le ruisseau du Gressillon, le ruisseau de Bernède, le ruisseau de la Hillasse, le ruisseau de Lasdouts, le ruisseau de Mons, le ruisseau de Saint-André, le ruisseau d'Ourzan et par un petit cours d'eau, qui constituent un réseau hydrographique de 10 km de longueur totale,.
L'Osse, d'une longueur totale de 120,3 km, prend sa source dans la commune de Bernadets-Debat et s'écoule vers le nord. Il traverse la commune et se jette dans la Gélise à Andiran, après avoir traversé 36 communes.
Le ruisseau de Manipau, d'une longueur totale de 10,2 km, prend sa source dans la commune de Beaucaire et s'écoule vers le nord. Il traverse la commune et se jette dans l'Osse sur le territoire communal, après avoir traversé 6 communes.

### Climat
Pour des articles plus généraux, voir Climat de l'Occitanie et Climat du Gers.
En 2010, le climat de la commune est de type climat du Bassin du Sud-Ouest, selon une étude s'appuyant sur une série de données couvrant la période 1971-2000. En 2020, Météo-France publie une typologie des climats de la France métropolitaine dans laquelle la commune est exposée à un climat océanique altéré et est dans la région climatique Aquitaine, Gascogne, caractérisée par une pluviométrie abondante au printemps, modérée en automne, un faible ensoleillement au printemps, un été chaud (19,5 °C), des vents faibles, des brouillards fréquents en automne et en hiver et des orages fréquents en été (15 à 20 jours).
Pour la période 1971-2000, la température annuelle moyenne est de 13,3 °C, avec une amplitude thermique annuelle de 15 °C. Le cumul annuel moyen de précipitations est de 795 mm, avec 9,6 jours de précipitations en janvier et 6,6 jours en juillet. Pour la période 1991-2020, la température moyenne annuelle observée sur la station météorologique la plus proche, située sur la commune de Condom à 8 km à vol d'oiseau, est de 13,9 °C et le cumul annuel moyen de précipitations est de 703,8 mm,. Pour l'avenir, les paramètres climatiques de la commune estimés pour 2050 selon différents scénarios d'émission de gaz à effet de serre sont consultables sur un site dédié publié par Météo-France en novembre 2022.

### Milieux naturels et biodiversité
Aucun espace naturel présentant un intérêt patrimonial n'est recensé sur la commune dans l'inventaire national du patrimoine naturel,,.

## Urbanisme

### Typologie
Au 1er janvier 2024, Mouchan est catégorisée commune rurale à habitat dispersé, selon la nouvelle grille communale de densité à sept niveaux définie par l'Insee en 2022.
Elle est située hors unité urbaine. Par ailleurs la commune fait partie de l'aire d'attraction de Condom, dont elle est une commune de la couronne,. Cette aire, qui regroupe 23 communes, est catégorisée dans les aires de moins de 50 000 habitants,.

### Occupation des sols
L'occupation des sols de la commune, telle qu'elle ressort de la base de données européenne d’occupation biophysique des sols Corine Land Cover (CLC), est marquée par l'importance des territoires agricoles (96,4 % en 2018), une proportion identique à celle de 1990 (96,4 %). La répartition détaillée en 2018 est la suivante : 
terres arables (50,6 %), zones agricoles hétérogènes (27,3 %), cultures permanentes (17,5 %), forêts (3,6 %), prairies (1,1 %). L'évolution de l’occupation des sols de la commune et de ses infrastructures peut être observée sur les différentes représentations cartographiques du territoire : la carte de Cassini (XVIIIe siècle), la carte d'état-major (1820-1866) et les cartes ou photos aériennes de l'IGN pour la période actuelle (1950 à aujourd'hui).

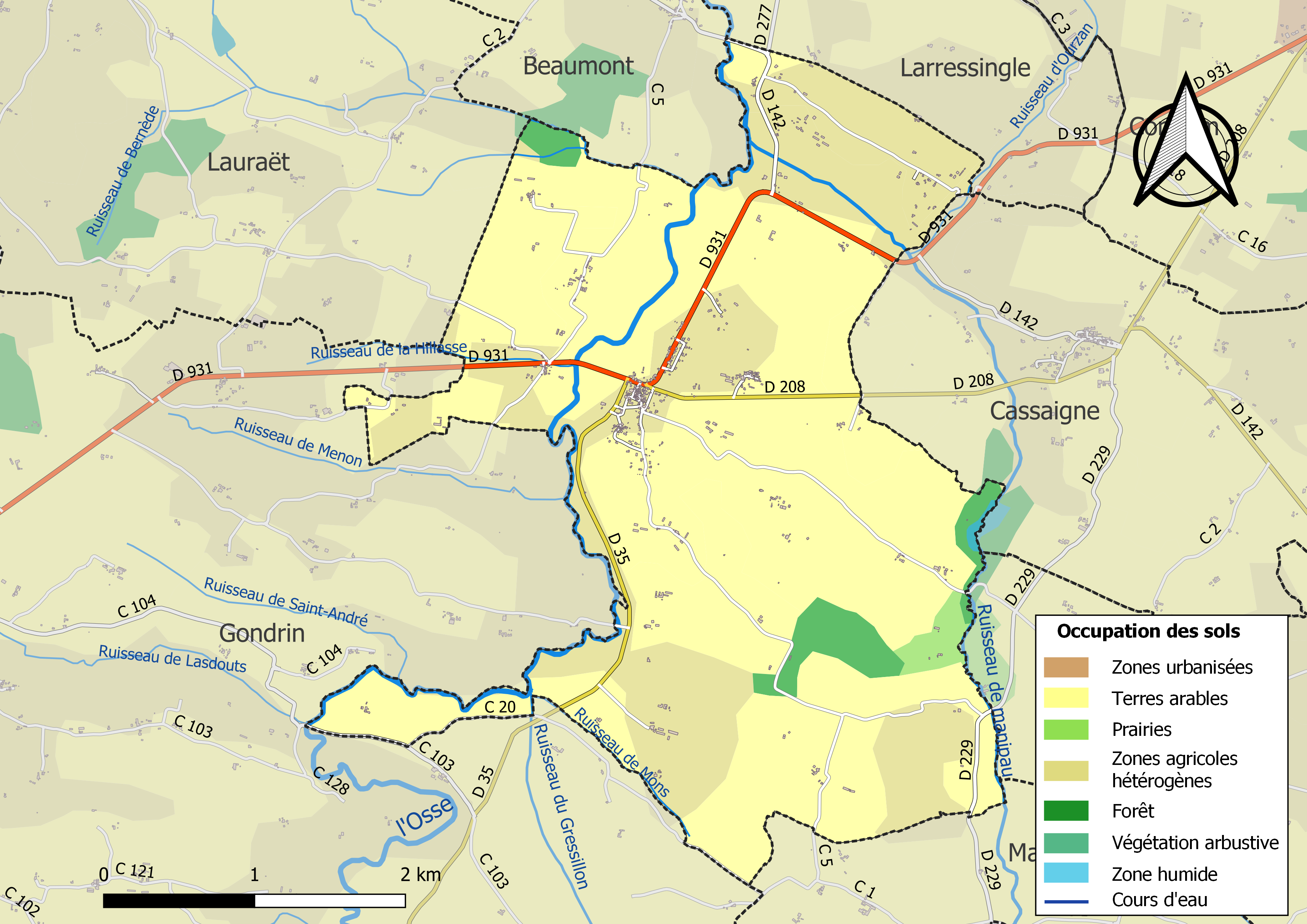
Carte des infrastructures et de l'occupation des sols de la commune en 2018 (CLC).

### Risques majeurs
Le territoire de la commune de Mouchan est vulnérable à différents aléas naturels : météorologiques (tempête, orage, neige, grand froid, canicule ou sécheresse), inondations et séisme (sismicité très faible). Un site publié par le BRGM permet d'évaluer simplement et rapidement les risques d'un bien localisé soit par son adresse soit par le numéro de sa parcelle.
Certaines parties du territoire communal sont susceptibles d’être affectées par le risque d’inondation par débordement de cours d'eau, notamment l'Osse et le ruisseau de Manipau. La cartographie des zones inondables en ex-Midi-Pyrénées réalisée dans le cadre du XIe Contrat de plan État-région, visant à informer les citoyens et les décideurs sur le risque d’inondation, est accessible sur le site de la DREAL Occitanie. La commune a été reconnue en état de catastrophe naturelle au titre des dommages causés par les inondations et coulées de boue survenues en 1992, 1999, 2000, 2009 et 2018,.

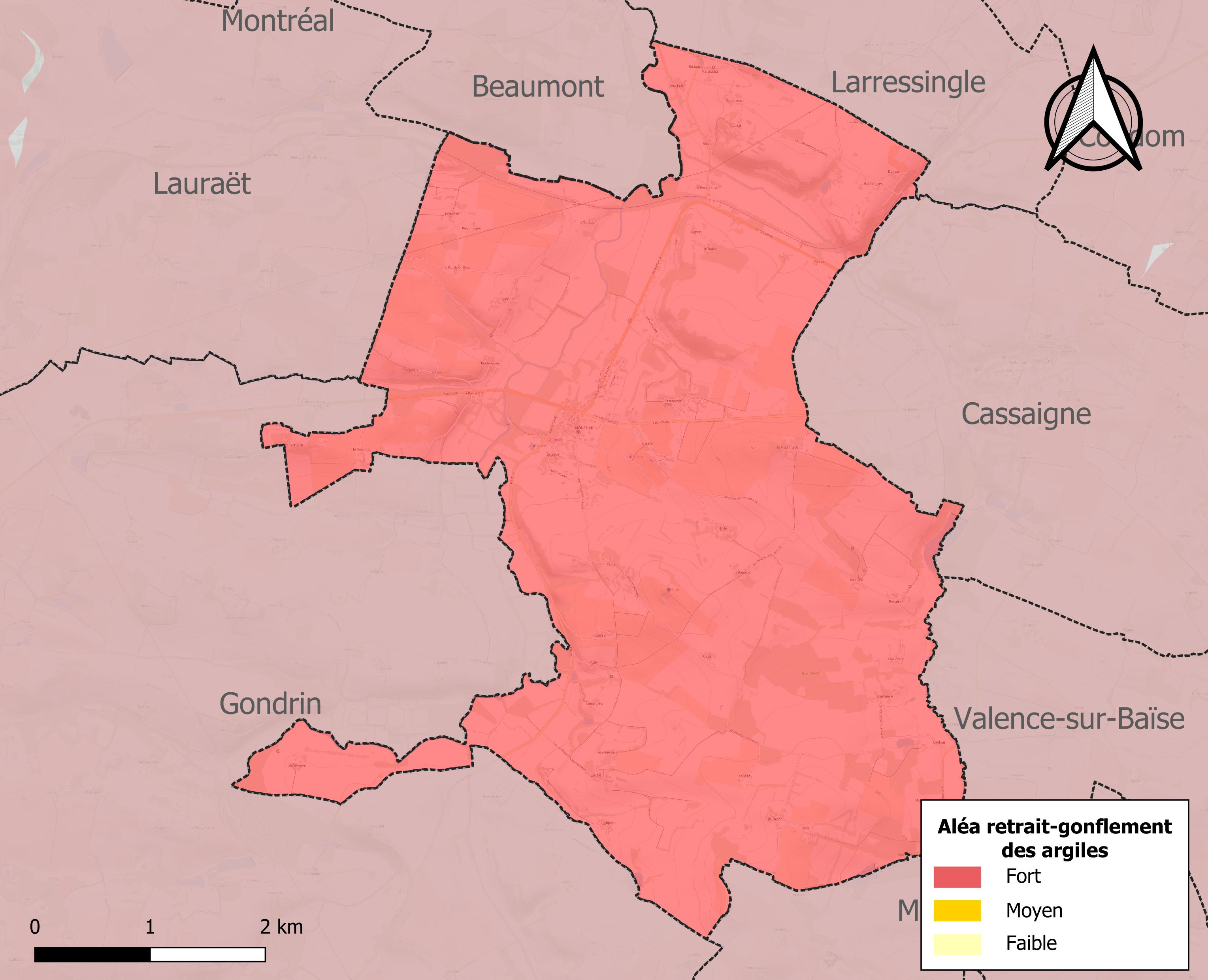
Carte des zones d'aléa retrait-gonflement des sols argileux de Mouchan.

Le retrait-gonflement des sols argileux est susceptible d'engendrer des dommages importants aux bâtiments en cas d’alternance de périodes de sécheresse et de pluie. La totalité de la commune est en aléa moyen ou fort (94,5 % au niveau départemental et 48,5 % au niveau national). Sur les 246 bâtiments dénombrés sur la commune en 2019, 246 sont en aléa moyen ou fort, soit 100 %, à comparer aux 93 % au niveau départemental et 54 % au niveau national. Une cartographie de l'exposition du territoire national au retrait gonflement des sols argileux est disponible sur le site du BRGM,.
Par ailleurs, afin de mieux appréhender le risque d’affaissement de terrain, l'inventaire national des cavités souterraines permet de localiser celles situées sur la commune.
Concernant les mouvements de terrains, la commune a été reconnue en état de catastrophe naturelle au titre des dommages causés par la sécheresse en 1989, 1991, 1993, 2002 et 2003 et par des mouvements de terrain en 1999.

## Toponymie
Mouchan est un nom qui provient de l'époque gallo-romaine, où un dignitaire, Muscius, donna son nom au lieu. Au fil des ans, on passa de Muscius à Muscianus puis Muscian et enfin Mouchan.[réf. nécessaire]

## Histoire
Au Xe siècle, Mouchan fut le siège d'une doyenneté de l'ordre de Cluny.
Durant la guerre de Cent Ans, Mouchan subit des déprédations dues aux incursions des troupes anglaises.

## Politique et administration

### Liste des maires
| Période   | Période  | Identité                | Étiquette | Qualité                |
| --------- | -------- | ----------------------- | --------- | ---------------------- |
| 1792      | 1797     | Jacques Musotte         |           |                        |
| 1797      | 1797     | Etienne Duterou         |           |                        |
| 1797      | 1800     | Joseph Dupuy            |           |                        |
| 1800      | 1809     | Joseph Jegun-larroche   |           |                        |
| 1809      | 1816     | Joseph Bernard Couture  |           |                        |
| 1816      | 1824     | Pierre Blaise Musotte   |           |                        |
| 1824      | 1835     | Paul Joseph Couture     |           |                        |
| 1835      | 1837     | Jean Jegun              |           |                        |
| 1837      | 1840     | Jean-baptiste Mene      |           |                        |
| 1840      | 1843     | Pierre Lapeyronie       |           |                        |
| 1843      | 1852     | Gabriel Mondin          |           |                        |
| 1852      | 1861     | Daniel Mondin           |           |                        |
| 1861      | 1866     | Joseph Bernard Faget    |           |                        |
| 1866      | 1870     | Pierre Morlan           |           |                        |
| 1870      | 1871     | Bernard Landres         |           |                        |
| 1871      | 1871     | Luper Couture           |           |                        |
| 1871      | 1871     | Joseph Bordeneuve       |           |                        |
| 1871      | 1878     | Luper Couture           |           |                        |
| 1878      | 1880     | Joseph Bernard Faget    |           |                        |
| 1880      | 1896     | Pierre Ducousso         |           |                        |
| 1896      | 1908     | Benjamin Bordeneuve     |           |                        |
| 1908      | 1910     | Alfred Peyrecave        |           |                        |
| 1910      | 1912     | Bertrand Drouillet      |           |                        |
| 1912      | 1922     | Benjamin Bordeneuve     |           |                        |
| 1922      | 1929     | Savinien Caillau        |           |                        |
| 1929      | 1930     | Paul Claverie           |           |                        |
| 1930      | 1947     | Jean Célestin Bessagnet |           |                        |
| 1947      | 1953     | Henri Célestin Breuils  |           |                        |
| 1953      | 1959     | Roger Taulet            |           |                        |
| 1959      | 1971     | Jacques Claverie        |           |                        |
| 1971      | 1977     | Roger Taulet            |           |                        |
| 1977      | 2001     | Jean Migliorini         |           |                        |
| mars 2001 | En cours | Christian Touhé-Rumeau  | PS        | Technicien cynégétique |

## Démographie
| 1793 | 1800 | 1806 | 1821 | 1831 | 1841 | 1846 | 1851 | 1856 |
| ---- | ---- | ---- | ---- | ---- | ---- | ---- | ---- | ---- |
| 525  | 425  | 425  | 744  | 762  | 737  | 727  | 651  | 671  |

| 1861 | 1866 | 1872 | 1876 | 1881 | 1886 | 1891 | 1896 | 1901 |
| ---- | ---- | ---- | ---- | ---- | ---- | ---- | ---- | ---- |
| 680  | 663  | 639  | 646  | 767  | 629  | 566  | 578  | 606  |

| 1906 | 1911 | 1921 | 1926 | 1931 | 1936 | 1946 | 1954 | 1962 |
| ---- | ---- | ---- | ---- | ---- | ---- | ---- | ---- | ---- |
| 551  | 548  | 491  | 502  | 512  | 525  | 487  | 488  | 507  |

| 1968 | 1975 | 1982 | 1990 | 1999 | 2006 | 2011 | 2016 | 2021 |
| ---- | ---- | ---- | ---- | ---- | ---- | ---- | ---- | ---- |
| 440  | 385  | 340  | 364  | 365  | 406  | 435  | 411  | 389  |

| 2022 | - | - | - | - | - | - | - | - |
| ---- | - | - | - | - | - | - | - | - |
| 385  | - | - | - | - | - | - | - | - |

## Économie

### Revenus
En 2018  (données Insee publiées en septembre 2021), la commune compte 181 ménages fiscaux, regroupant 411 personnes. La médiane du revenu disponible par unité de consommation est de 21 580 € (20 820 € dans le département).

### Emploi
|                | 2008  | 2013  | 2018  |
| -------------- | ----- | ----- | ----- |
| Commune        | 6,6 % | 6,8 % | 5,9 % |
| Département    | 6,1 % | 7,5 % | 8,2 % |
| France entière | 8,3 % | 10 %  | 10 %  |

En 2018, la population âgée de 15 à 64 ans s'élève à 271 personnes, parmi lesquelles on compte 76,6 % d'actifs (70,6 % ayant un emploi et 5,9 % de chômeurs) et 23,4 % d'inactifs,. En  2018, le taux de chômage communal (au sens du recensement) des 15-64 ans est inférieur à celui de la France et département, alors qu'en 2008 il était supérieur à celui du département et inférieur à celui de la France.
La commune fait partie de la couronne de l'aire d'attraction de Condom, du fait qu'au moins 15 % des actifs travaillent dans le pôle,. Elle compte 60 emplois en 2018, contre 95 en 2013 et 86 en 2008. Le nombre d'actifs ayant un emploi résidant dans la commune est de 194, soit un indicateur de concentration d'emploi de 30,9 % et un taux d'activité parmi les 15 ans ou plus de 61,7 %.
Sur ces 194 actifs de 15 ans ou plus ayant un emploi, 41 travaillent dans la commune, soit 21 % des habitants. Pour se rendre au travail, 90,8 % des habitants utilisent un véhicule personnel ou de fonction à quatre roues, 1 % s'y rendent en deux-roues, à vélo ou à pied et 8,1 % n'ont pas besoin de transport (travail au domicile).

### Activités hors agriculture

#### Secteurs d'activités
23 établissements sont implantés  à Mouchan au 31 décembre 2019. Le secteur du commerce de gros et de détail, des transports, de l'hébergement et de la restauration est prépondérant sur la commune puisqu'il représente 39,1 % du nombre total d'établissements de la commune (9 sur les 23 entreprises implantées  à Mouchan), contre 27,7 % au niveau départemental.

## Culture locale et patrimoine

### Agriculture
La commune est dans le Ténarèze, une petite région agricole occupant le centre du département du Gers, faisant transition entre lʼAstarac “pyrénéen”, dont elle est originaire et dont elle prolonge et atténue le modelé, et la Gascogne garonnaise dont elle annonce le paysage. En 2020, l'orientation technico-économique de l'agriculture  sur la commune est la polyculture et/ou le polyélevage.
|               | 1988  | 2000 | 2010 | 2020 |
| ------------- | ----- | ---- | ---- | ---- |
| Exploitations | 41    | 23   | 21   | 16   |
| SAU (ha)      | 1 073 | 884  | 946  | 875  |

Le nombre d'exploitations agricoles en activité et ayant leur siège dans la commune est passé de 41 lors du recensement agricole de 1988  à 23 en 2000 puis à 21 en 2010 et enfin à 16 en 2020, soit une baisse de 61 % en 32 ans. Le même mouvement est observé à l'échelle du département qui a perdu pendant cette période 51 % de ses exploitations,. La surface agricole utilisée sur la commune a également diminué, passant de 1 073 ha en 1988 à 875 ha en 2020. Parallèlement la surface agricole utilisée moyenne par exploitation a augmenté, passant de 26 à 55 ha.

### Lieux et monuments
- Église Saint-Austrégésile[33],[34], église romane, ancien prieuré clunisien reconstruit au XIe siècle sur une route de Saint-Jacques-de-Compostelle venant du Puy-en-Velay. Classée Monument historique le 27 octobre 1921.

L'église Saint-Austrégésile ou Saint-Pierre dépendait du prieuré clunisien de Saint-Orens d'Auch. L'édifice est de dimension assez modeste. Le plan est le suivant : un transept dissymétrique, une nef à deux travées et une abside de longueur sensiblement égale à la nef.
L'abside est flanquée au nord par une absidiole et au sud par une tour carrée. La tour est l'élément le plus ancien du bâtiment.
À l'origine, la tour ne devait avoir qu'un usage profane. Le rez-de-chaussée était ouvert sur chaque face par deux arcades de plein cintre et l'on accédait à l'étage par une porte aménagée au sud. La tour doit dater du XIe siècle.
Au XIIe siècle, l'église fut construite contre la tourelle correspond aujourd'hui à la sacristie et au bras nord du transept (murs épais ne nécessitant pas de contreforts, décors absents sauf des modillons à l'extérieur).
Dans un deuxième temps, la nef et le transept sud furent construits et la salle basse de la tour fut transformée en chapelle. L'ensemble reçut des voûtes en cul-de-four et en berceau sur doubleaux qui ont été refaites depuis en partie. La croisée du transept fut couverte d'une voûte nervée de forme et de structure fort originales. Les croisées d'ogives sont un exemple typique et le plus ancien connu de la transition du roman au gothique.
Les sculptures reprennent des formes classiques que l'on trouve dans d'autres églises gasconnes : feuilles nues, fendues ou terminées par une houle, rouleaux, damiers, boules, pommes de pin, animaux couchés et personnages en buste sur les modillons. Des sujets, en revanche, sont innovants ou traités d'une façon unique : tête très plate des lions figurés à l'arc d'entrée et à l'intérieur de l'absidiole, présence de serpents, des aigles vus de face, de rinceaux et de pommes de pin déposés en décor courant, des lions passants, des quadri-feuilles dans des cercles entrelacés, un sarcophage surmonté d'une croix, un carillonneur assis sous un clocher et une femme luxurieuse torturée par un serpent...
L'église comportait un portail au nord de la nef, mais il a presque entièrement disparu.
Beau retable doré datant du XVIIe siècle.
On peut voir sur les pierres de l'église un grand nombre de signes, œuvres des tailleurs de pierre qui signaient ainsi leur travail pour être payés.
Saint Austrégésile avait la réputation de guérir les maladies nerveuses.
- Remparts du village et château féodal :

L’église de Mouchan est donnée à Cluny en 1089. L’affluence des pèlerins et des moines engage la reconstruction du village qui s’entoure de murailles et fossés en eau. La Guerre de Cent ans dote le village de tours de guet, remparts, courtines et tours ponts. Vestiges d’un ancien fossé protégeant le village.
Trois familles nobles se succèdent. On ignore l’emplacement du château seigneurial, certainement sur le domaine de Lassalle (signifiant château en gascon).
- Tour féodale du domaine de La Salle :

Tour de garde du 12e siècle située au lieu-dit Lassalle à 300 m à l'est du village près de la départementale 208. Ancien logis du château (ou du prieuré ?).
- Pont roman sur l'ancienne route de Saint-Jacques-de-Compostelle venant du Puy-en-Velay.

Pont sur l'Osse du 12e siècle situé au lieu-dit La Bourdette à 1 km à l'ouest du village près de la départementale 931. Pont qui franchit l'Osse au niveau de l'ancien moulin à eau. Ne subsiste qu'une seule arche en plein cintre sur les deux qui composaient le pont.
- Moulin à vent :

Ancien moulin à vent situé au lieu-dit Le Moulin à vent ou au lieu-dit Lassalle, à 1 km à l'est du village près de la départementale 208, sur une colline derrière les vignes. Moulin isolé de type tour circulaire.
- Moulin à eau :

Moulin à eau sur l'Osse du 12e siècle situé au lieu-dit La Bourdette à 1 km à l'ouest du village près de la départementale 931. Moulin de l'ancien prieuré. Les bases du moulin datent de la construction du pont et de l’église.
- Lavoir communal :

Lavoir et fontaine situés place de la Bascule au sud-est du village.

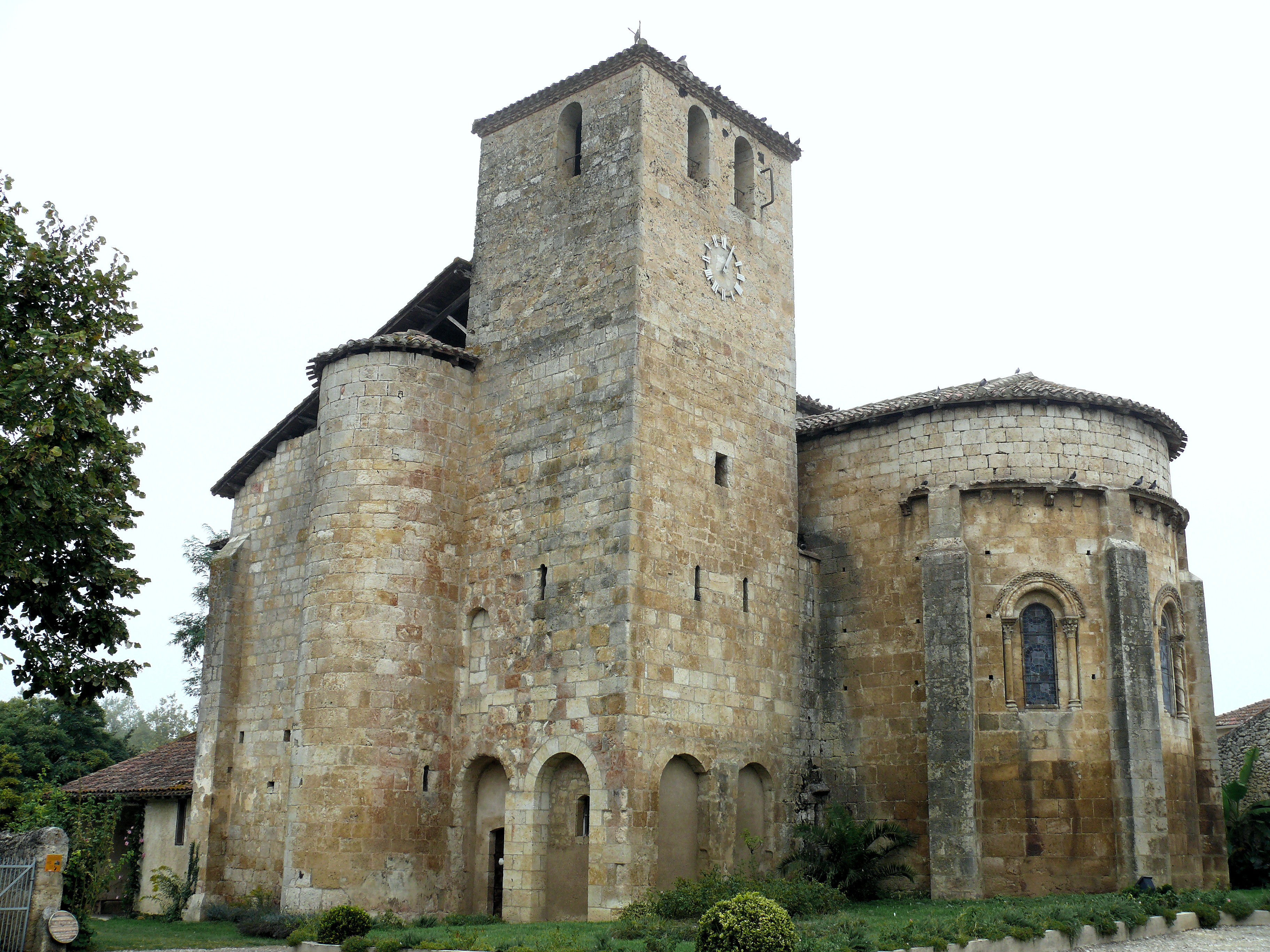
Église Saint-Austrégésile.
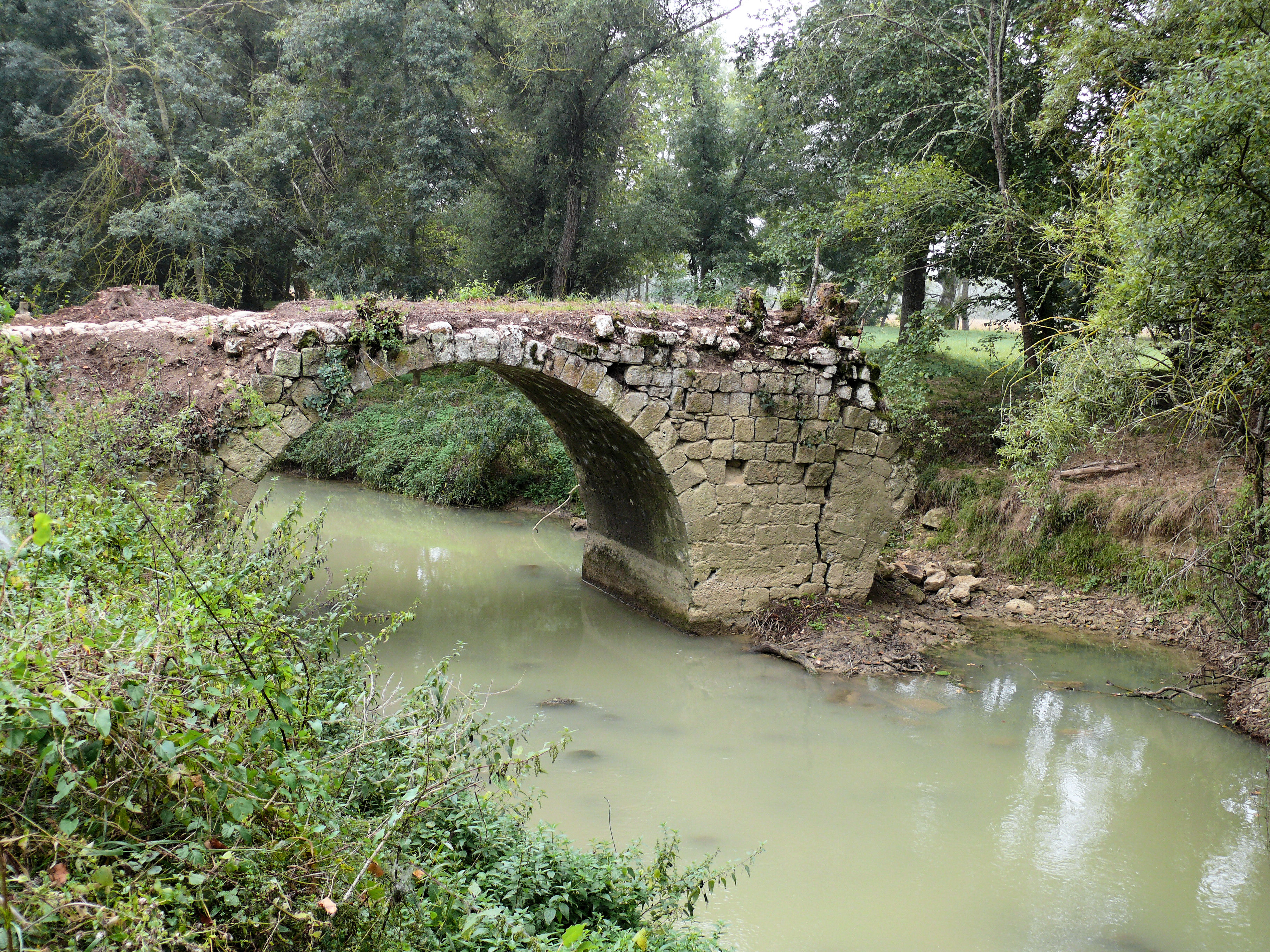
Pont roman.

### Personnalités liées à la commune
- Joseph Bernard Faget (1835 - 1909). Il a été maire de Mouchan sous le Second Empire, entre 1861 et 1868, puis la Troisième République, entre 1878 et 1880. Pendant ses mandats il a aménagé la commune, transformant en place publique le cimetière situé à côté de l'église, traçant des rues et les faisant paver. Il a voulu développer l'enseignement dans sa commune en faisant construire une nouvelle mairie-école pour scolariser le plus d'enfants possible et en faisant voter les crédits pour payer les salaires des instituteurs. Son autre préoccupation a été d'assurer le développement économique du village en assurant la qualité des liaisons routières.
Il a par la suite été sous-préfet de Tonnerre en 1880, puis de Mirande de 1880 à 1887 et enfin de Céret, entre 1887 et 1888.

### Héraldique
| Blason de Mouchan | Blason  | Parti, au un de gueules à deux clés d'or passées en sautoir et surmontées d'une coquille du même, au deux d'argent au lion de gueules. |
| Blason de Mouchan | Détails | Devise : « Flector nec frangor » (Je plie mais ne romps pas). Adopté le 4 juillet 2019.                                                |